# Roderick Wright
Roderick Wright (Glasgow, 28 giugno 1940 – Napier, 23 maggio 2005) è stato un vescovo cattolico scozzese.

## Biografia
Roderick Wright nacque nel quartiere Kingston di Glasgow il 28 giugno 1940 ed era uno dei quattro figli di un marinaio della marina mercantile. Suo padre, Andrew, era dell'isola di Eriskay, e sua madre di quella di South Uist. Entrambi erano quindi originari delle isole Ebridi Esterne. In famiglia e tra gli amici era chiamato Roddy.

### Formazione e ministero sacerdotale
Inizialmente frequentò la St. Gerard's Secondary School di Govan. Nonostante il padre ambisse per lui a una carriera in marina, Wright si sentì chiamato al sacerdozio grazie al servizio come ministrante e a quattordici anni fu ammesso al seminario minore Blairs College di Kincardineshire. Nel 1958 entrò nel seminario "San Pietro" di Cardross.
Nell'agosto del 1963 fu ordinato diacono dal vescovo ausiliare di Glasgow James Ward. Il 29 giugno dell'anno successivo fu ordinato presbitero dall'arcivescovo di Glasgow James Donald Scanlan. Suo padre, già sofferente per le conseguenze di un incidente sul lavoro che lo aveva visto cadere e fratturarsi collo e schiena dopo il contatto con un cavo elettrico, era morto poco prima per un cancro a fegato e stomaco. In seguito prestò servizio nella chiesa di San Lorenzo a Drumchapel dal 1964 al 1966 e poi nella chiesa di San Giuda a Barlanark dal 1966 al 1969. Dal 1969 al 1974 fu direttore spirituale del Blairs College. Sua madre morì nel 1971 per un cancro al seno. Dal 1974 al 1976 fu vicario parrocchiale nella chiesa di Our Lady e St. Muns a Dunoon. Per un breve periodo fu cappellano alla base della Marina militare degli Stati Uniti di Holy Loch. Fu poi parroco nella chiesa di Santa Maria a Fort William dal 1976 al 1980; in quella di San Michele a Ardkenneth, presso South Uist, dal 1980 al 1986 e poi in quella di Sant'Anna a Corpach, presso Fort William, dal 1986 al 1991.

### Ministero episcopale
L'11 dicembre 1990 papa Giovanni Paolo II lo nominò vescovo di Argyll e delle Isole. Ricevette l'ordinazione episcopale il 15 gennaio successivo nella cattedrale di San Columba a Oban dall'arcivescovo Luigi Barbarito, pro-nunzio apostolico in Gran Bretagna, coconsacranti l'arcivescovo metropolita di Glasgow Thomas Joseph Winning e quello di Saint Andrews ed Edimburgo Keith Michael Patrick O'Brien.

#### Scomparsa, dimissioni, matrimonio e ultimi anni
Wright scomparve dalla sua casa accanto alla cattedrale di San Columba a Oban il 4 settembre 1996. Kathleen MacPhee, una donna divorziata da tre anni che lavorava come infermiera a Fort William, svanì nello stesso tempo lasciando il figlio più giovane con i suoi genitori. La scomparsa di monsignor Wright suscitò preoccupazione tra i locali e in Frances Shand Kydd, madre di Diana, principessa del Galles. Wright era infatti stato suo direttore spirituale prima della sua accoglienza nella Chiesa cattolica romana nel 1994. Il fine settimana seguente, una ex parrocchiana di Wright dichiarò di aver avuto una relazione con monsignor Wright quando era ancora parroco e di aver avuto con lui un figlio nel 1981.
Il vescovo e la sua amante avevano affittato un cottage a Kendal e si stavano preparando a rilasciare una dichiarazione in cui monsignor Wright annunciava le dimissioni. Quando la coppia sentì, sulla radio, della sua "scomparsa", Wright telefonò all'arcivescovo di Saint Andrews ed Edimburgo Keith Michael Patrick O'Brien. Wright fissò un incontro con l'arcivescovo di Glasgow Thomas Joseph Winning per presentare le sue dimissioni. Più tardi ammise il suo rapporto con la signora MacPhee e confessò di aver avuto un precedente rapporto con un'altra donna, Joanna Whibley, che aveva portato a un figlio. Il cardinale Winning aiutò Wright a comporre una lettera di dimissioni a papa Giovanni Paolo II e rese una dichiarazione pubblica in cui si affermava che presentava le dimissioni a causa del suo legame con Kathleen MacPhee. Se Wright gli abbia confessato anche la sua relazione con Joanna Whibley non è noto. Quattro giorni dopo questa seconda rivelazione divenne pubblica. Quando Joanna Whibley apprese della relazione di Wright con Kathleen MacPhee, andò in televisione per parlare del suo rapporto con il vescovo. Apparve con il figlio, Kevin, allora quindicenne e disse che quando sentì che il vescovo aveva lasciato il suo incarico, aveva supposto che lo avesse fatto per unirsi a lei nella casa sua di Hailsham, vicino a Eastbourne. Quando però apprese della signora MacPhee, si sentì tradita e decise di portare alla conoscenza di tutti la loro relazione. Winning dichiarò pubblicamente di sentirsi tradito dalla seconda ammissione di Wright. Monsignor O'Brien disse anche che Wright non avrebbe potuto assumere alcun incarico pastorale in Scozia, anche se avesse chiuso il suo rapporto con la signora MacPhee.
Nella sua autobiografia, Feet of Clay, Wright omise di menzionare che con il cardinale Winning e con monsignor O'Brien aveva già affrontato le accuse di relazioni improprie nel 1992. Dopo le dimissioni di Wright, una sua ex governante disse al Daily Record che aveva avvicinato Thomas Joseph Winning nel 1992 dopo aver scoperto alcune lettere ricevute da monsignor Wright da quattro diverse donne con le quali credeva potesse avere un rapporto.
Al cottage di Kendal, Wright e Kathleen MacPhee furono assediati dai media. I giornalisti dei quotidiani nazionali si presentarono incessantemente alla loro porta, mentre apparvero anche le telecamere e una folla di gente del posto. Wright tenne un diario degli eventi, che poi incluse in Feet of Clay. Disse di aver fatto un accordo con "un giornale tabloid della domenica" per dare un'intervista esclusiva, in cambio della quale sarebbero stati pagati 15 000 sterline e per poi recarsi all'estero. Il tabloid interessato, News of the World, pubblicò la sua storia la domenica seguente. Nel frattempo la coppia si recò in Francia e i giornalisti sperarono di raccogliere ulteriori informazioni e fotografie. Nel suo diario, Wright descrive come, una settimana dopo, lui e Kathleen MacPhee seminarono i giornalisti viaggiando in autobus attraverso il confine con la Spagna per poi dirigersi a Kendal. Altri giornali successivamente affermarono che la coppia era stata pagata con una somma a sei cifre. Wright invece nella sua biografia osservò amaramente che non ricevette un centesimo e che la loro mancanza di collaborazione costò 2000 sterline. Furono però scoperti quando entrarono in un treno a Oxenholme e il giorno seguente l'assedio riprese. Esasperati accettarono di concedere interviste al Glasgow Herald e al Daily Mail. Quando i giornalisti di queste testate arrivarono, altri colleghi si precipitarono alla porta d'ingresso e Wright dovette chiamare la polizia per ripristinare l'ordine. Un giornalista del Glasgow Herald aiutò la coppia a preparare una dichiarazione e ad affrontare i media in attesa.
Il 19 settembre 1996 papa Giovanni Paolo II accettò la sua rinuncia al governo pastorale della diocesi.
Wright in seguito si registrò come disoccupato al Jobcentre di Kenda. Nella sua autobiografia alluse al fatto che il personale di Jobcentre aveva rivelato informazioni su di lui. L'anno dopo aver lasciato la sua diocesi, Wright e Kathleen MacPhee si trasferirono a Carnforth e presero residenza vicino all'abitazione di un sacerdote anglicano e di sua moglie. Katheleen MacPhee fu in grado di trovare un nuovo lavoro come infermiera. La stampa continuò però a perseguitarli e pertanto nel 1998 decisero di sposarsi con una cerimonia civile ad Antigua. Nel 2002, Wright e sua moglie si trasferirono in Nuova Zelanda. Nella sua autobiografia dichiarò: "Ero un prete attento e devoto ma portavo un segreto oscuro. Avevo un figlio. È nato nel sud dell'Inghilterra nel 1981 e il mio comportamento per questo fatto rimane un problema di vergogna" e: "Il fatto che ho violato questa promessa non significa che non sono d'accordo con la legge e con l'insegnamento della Chiesa".
Morì a Napier il 23 maggio 2005 all'età di 64 anni per un cancro al fegato. È sepolto nel Western Hills Cemetery di Napier.

## Genealogia episcopale
La genealogia episcopale è:
- Cardinale Scipione Rebiba
- Cardinale Giulio Antonio Santori
- Cardinale Girolamo Bernerio, O.P.
- Arcivescovo Galeazzo Sanvitale
- Cardinale Ludovico Ludovisi
- Cardinale Luigi Caetani
- Cardinale Ulderico Carpegna
- Cardinale Paluzzo Paluzzi Altieri degli Albertoni
- Papa Benedetto XIII
- Papa Benedetto XIV
- Papa Clemente XIII
- Cardinale Marcantonio Colonna
- Cardinale Giacinto Sigismondo Gerdil, B.
- Cardinale Giulio Maria della Somaglia
- Cardinale Carlo Odescalchi, S.I.
- Cardinale Costantino Patrizi Naro
- Cardinale Lucido Maria Parocchi
- Papa Pio X
- Cardinale Gaetano De Lai
- Cardinale Raffaele Carlo Rossi, O.C.D.
- Cardinale Amleto Giovanni Cicognani
- Arcivescovo Luigi Barbarito
- Vescovo Roderick Wright